# Macrozamia fraseri
Macrozamia fraseri Miq., 1842 è una pianta appartenente alla famiglia delle Zamiaceae, endemica dell'Australia.

## Descrizione

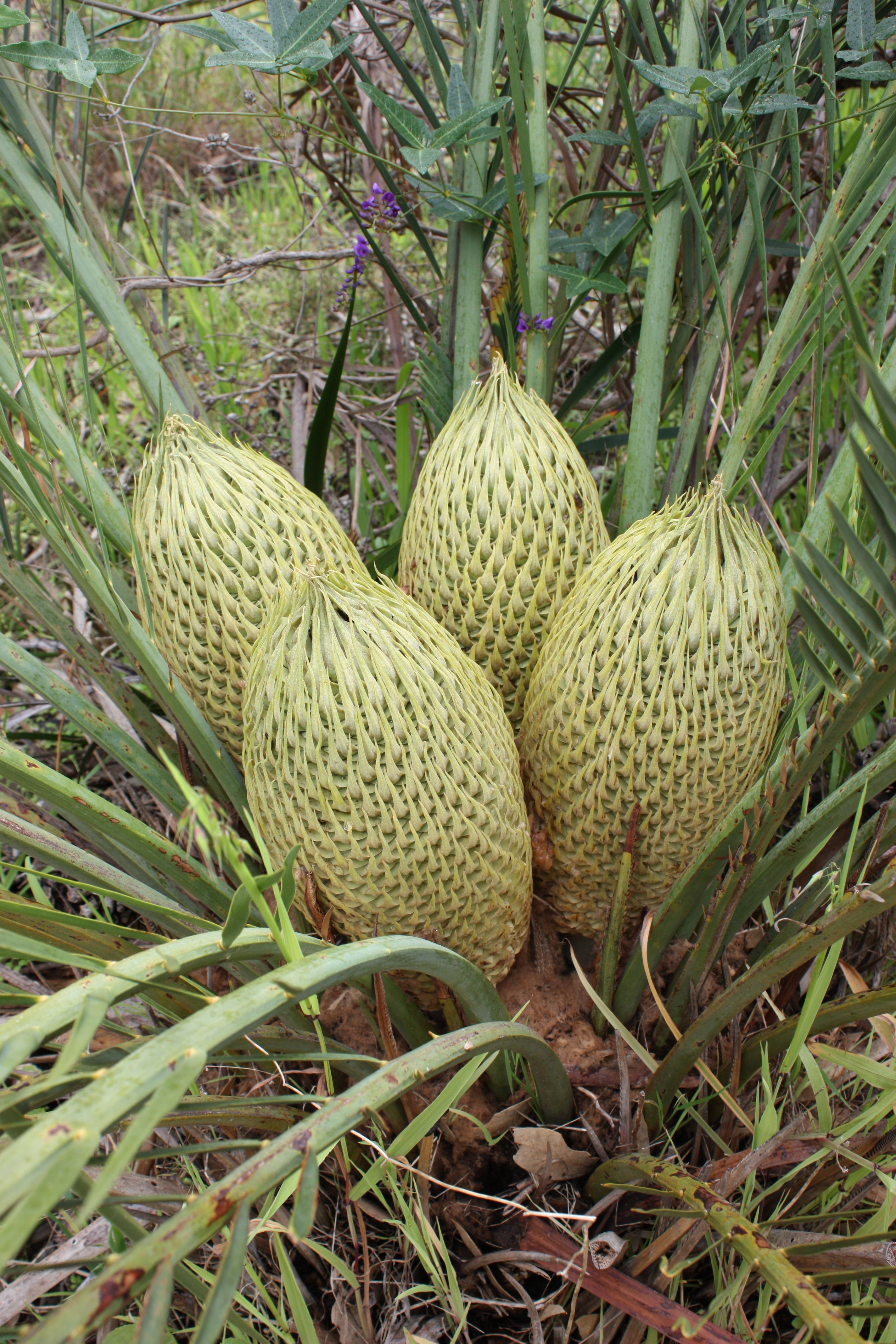
Coni maschili

È una cicade con fusto arborescente, alto sino a 3 m e con diametro di 40-70 cm.
Le foglie, pennate, lunghe 140-270 cm, di colore, sono disposte a corona all'apice del fusto e sono rette da un picciolo lungo 18-55 cm; ogni foglia è composta da 56-87 paia di foglioline lanceolate, con margine intero ed apice spinoso, lunghe mediamente 18-34 cm, di colore grigio-verdastro.
È una specie dioica con esemplari maschili che presentano uno o più coni terminali fusiformi, lunghi 40-80 cm e larghi 10-14 cm ed esemplari femminili con coni solitari di forma ovoidale, lunghi 35-45 cm, e larghi 15-17 cm, formati da macrosporofilli lunghi 8-10 cm, dotati di una lunga spina apicale.
I semi sono grossolanamente ovoidali, lunghi 37-50 mm, ricoperti da un tegumento di colore rosso.

## Distribuzione e habitat
L'areale della specie è ristretto all'Australia occidentale, tra Fremantle e Eneabba.
Spesso convive con la congenere M. riedlei dalla quale è difficilmente distinguibile in assenza di coni maturi.

## Conservazione
La IUCN Red List classifica M. fraseri come specie a rischio minimo (Least Concern).

La specie è inserita nella Appendice II della Convention on International Trade of Endangered Species (CITES).